# Epilobocera
Epilobocera ist die einzige Gattung der Epiloboceridae, einer Familie der Krabben. Die Vertreter sind in Mittel- und Südamerika beheimatet und kommen ausschließlich im Süßwasser vor.

## Merkmale
Die Epiloboceridae unterscheiden sich von ihrer Schwesterfamilie Pseudothelphusidae in der Gestalt des ersten Gonopodiums. Bei den Epilobocerida ist das Ende sowohl mit dornenbesetzten Lappen an der Öffnung des Samenkanals als auch mit großen, lose verstreuten Dornen besetzt.

## Systematik
Smalley hatte das Taxon 1964 als Unterfamilie der Pseudothelphusidae mit der einzigen Gattung Epilobocera angelegt. Álvarez et al. legten 2021 eine phylogenetische Analyse vor und erhoben sie zur Familie. Das World Register of Marine Species weist für die einzige Gattung acht Arten aus:
- Epilobocera armata Smith, 1870
- Epilobocera capolongoi Pretzmann, 2000
- Epilobocera cubensis Stimpson, 1860
- Epilobocera gertraudae Pretzmann, 1965
- Epilobocera gilmanii (Smith, 1870)
- Epilobocera haytensis Rathbun, 1893
- Epilobocera sinuatifrons (A. Milne-Edwards, 1866)
- Epilobocera wetherbeei Rodríguez & Williams, 1995